# 増野彰
増野 彰（ますの あきら、1978年7月6日 - ）は、日本の元男子バレーボール選手。

## 来歴
広島県広島市出身。実兄の影響で、川内小学校4年よりバレーボールを始める。
広島大学を卒業後、2001年に堺ブレイザーズに入団。2006年の第12回Vリーグの堺ブレイザーズの優勝に貢献し、ベストリベロ賞を受賞。同年全日本代表に初選出され、2006年ワールドリーグに出場した。
2010年3月19日、2009/10Vプレミアリーグをもって現役を引退することが発表され、4月1日付で和歌山県の県立高校の教員に赴任した。

## 球歴
- 全日本代表 - 2006年
  - ワールドリーグ - 2006年

## 受賞歴
- 2006年 - 第12回Vリーグ ベストリベロ賞

## 所属チーム
- 広島工大附属高校
- 広島大学
- 堺ブレイザーズ（2001-2010年）